# كلايف كار
كلايف كار (بالإنجليزية: Clive Carr)‏ هو شخصية أعمال بريطاني، ولد في 1934.